# 王旭 (摔跤運動員)
王旭（1985年9月27日—），女，北京人，中國摔跤運動員。

## 生涯
王旭於1999年在北京体育大学竞技体校中展開了摔跤運動的路途，當時王旭的教练為许奎元。3年後入選國家隊，其教练仍舊是许奎元。
王旭在入選國家隊後的首年就贏得了亞洲摔跤錦標賽冠軍，一年後全国锦标赛冠军，又在世界锦标赛獲得亚军、全国冠军赛冠军。次年成功蟬聯全国锦标赛以及全国冠军赛的冠军。
2004年，王旭再次衛冕全国锦标赛冠军，其後更在雅典奥运的女子自由式摔跤72公斤级賽事中以7：2擊敗俄羅斯選手古泽尔·马纽罗娃，奪得了金牌，這是中國首面奥运会摔跤金牌。更值得一提的是，王旭在該屆奧運中的四強賽擊敗了五届世锦赛冠军的日本選手濱口京子，令人意外。
2008年北京奧運會前，由於傷病的困擾和隊內新人王嬌的冒起，王旭落選了中國摔跤隊的參賽陣容。同年年底，王旭選擇結束運動生涯，進入北京體育大學攻讀碩士學位。